# カピリ・ムポシ
カピリ・ムポシ（Kapiri Mposhi）は、ザンビア中部の中央州の都市。
2010年の人口は4万4783人。
標高1250mの高原上に位置する。
鉄道交通の要衝で、北のキトウェと南のルサカやリヴィングストンを結ぶザンビア鉄道が通っている。
1976年にここからタンザニアのダルエスサラームまでを結ぶタンザン鉄道が開通し、市内のニュー・カピリ・ムポシ駅が始発駅となっている。

## 出身者
- ジャニー・シカズウェ - サッカー審判員